# Носители на орден „Свети Александър“ четвърта степен
Това е списък на наградените с орден „Свети Александър“ четвърта степен. Орденът представлява офицерски кръст. Кръстът е в бял емайл, носи се на гърдите на червена триъгълна лента с розетка, няма звезда.

## Кавалери

### А
- Божан Ангелов, главен инспектор при Министерство на народното просвещение (1920)
- Васил Ангелов, инженер-инспектор в Министерство на обществените сгради, пътищата и благоустройството (1921)
- Жуан де Арензана, Първостепенен испански консул в Лондон (1921)
- Герасим Ангелов, почетен председател на организацията на запасните подофицери в България (1922)
- Андрей Андреев, главен контрольор по бюджета към Министерство на финансите (1926)
- Архимандрит Амврозий, протосингел на Доростоло-Червенската Митрополия (1926)
- Полковник Светослав Акрабов, инструктор във Военното училище (1928)
- Илия Александров, председател на Софийския апелативен съд (1928)
- Димитър Андреев, председател на варненското гимнастическо дружество „Юнак“ (1928)
- Димитър Ангелов, подпредседател на Пловдивския апелативен съд (1928)
- Никола Ангелов, подпредседател на Софийския апелативен съд (1928)
- Полковник Недко Арабаджиев, началник на отдел в държавната военна фабрика (1928)
- Полковник Рашко Атанасов, офицер от щаба на Шести пехотен бдински полк (1929)
- Стоян Аргиров, директор на Университетската библиотека (1929)
- Д-р Михаил Арнаудов, професор в Университета (1929)
- Коста Атанасов, учител в Търновската мъжка гимназия (1929)
- Ото Андрюс, първи инспектор на народния исторически музей при Кралския замък във Фредериксборг (1929)
- Ангел Атанасов, учител в Първа Софийска мъжка гимназия (1929)
- Христо Аврамов, учител в Първа Софийска мъжка гимназия (1929)
- Гавраил Аврамов, началник на отделение при Главната дирекция на железниците и пристанищата (1929)
- Д-р Ренето Алберти, главен инспектор по италианските държавни железници в Рим (1930)
- Протойерей Рафаил Алексиев, свещенослужител при храма „Св. Неделя“ в София (1930)
- Капитан-лейтенант Саверио Амато, първи командант на Кралския Италиански миноносец „Басини“ (1932)[1]
- Михаил Арион, директор на кабинета на Министерски съвет в Кралство Румъния (1933)
- Полковник Дяко Антонов, командир на Трети армейски артилерийски полк (1933)
- Рихард Айхберг, кино директор и режисьор в Германия (1935)
- Подполковник Сокол Алексиев, началник на секция в Министерство на войната (1935)
- Григор Александров, старши машинен контрольор при депо София (1935)
- Михайло Андреевич, подпредседател на Югославската спортна федерация (1935)

### Ж
- Силвен Жерарди, консул при Френската легация в София (1930)[2]
- Петър Жилков, учител (1920)[3]
- Павел Жирон, капитан, ротен командир от кралските белгийски инженерни войски (1912)[3]
- Янош Житвай, гимназиален учител, художник в Шелмецбан, Унгария (191)[3]
- Гийом Жорж-Пико, секретар във Френската легация в София (1934)[2]

М
Младенов, Стефан (професор в Университета, 1929)

### Н
Никола Николов (офицер)

### О
- Сава Огнянов, драматичен артист[5]

### Т
- Капитан първи ранг Тодор В.Тодоров, възпитаник на „Императорския Морски кадетски корпус“ в Санкс-Петербург, участник в Балканската и Първата световна война, кавалер на два ордена за храброст с мечове, единият с корона, командир на миноносец, началник на Морско училище (1928 г.), началник на Черноморска флотилия (1933 г.), командир на флота на Царство България (1933 – 1935 г.) Преминал в запаса през 1935 г.
- Георги Тишев (1886), член на Държавния съвет (1881 – 1883), Варненски окръжен управител